# Шами (Мисури)
Шами (енгл. Chamois) град је у америчкој савезној држави Мисури.

## Демографија
По попису из 2010. године број становника је 396, што је 60 (-13,2%) становника мање него 2000. године.
| Група             | 2000.       | 2010.       |
| Белци             | 444 (97,4%) | 390 (98,5%) |
| Афроамериканци    | 0 (0,0%)    | 0 (0,0%)    |
| Азијати           | 0 (0,0%)    | 0 (0,0%)    |
| Хиспаноамериканци | 2 (0,4%)    | 4 (1,0%)    |
| Укупно            | 456         | 396         |